# 十八鄉中
十八鄉中（英語：Shap Pat Heung Central，代號M05）是香港元朗區議會下轄的選區，2015年設立，涵蓋鄉村地帶，2023年取消，末任區議員為動元十八成員方浩軒。

## 範圍
選區鄰近元朗新市鎮南部，包括十八鄉介乎元朗公路以北至十八鄉路範圍，與其相連的選區有水邊、豐年、鳳翔、元龍、十八鄉東、十八鄉西以及屏山南。選區因應人口分散而設有兩個投票站，分別是中華基督教會基朗中學以及明愛元朗陳震夏中學。

## 沿革
基於元朗新市鎮發展，地產商從新界原居民中收購土地發展為私人屋苑，使包圍元朗新市鎮的十八鄉人口日漸增加，而且日漸城市化，選區增多之下範圍亦向十八鄉擴展，使元朗新市鎮周邊的選區頻繁改動。
2015年區議會選舉，因應十八鄉南、北兩個選區人口較多，加設十八鄉中選區，而原有兩區則分別改名為十八鄉西、東選區，代表城鄉居民共和協會兼十八鄉鄉事委員會主席梁福元兒子梁明堅由十八鄉南轉到十八鄉中參選，由於未有其他參選人，結果十八鄉三個選區都由城鄉居民共和協會友好人士自動當選，保住議席。
2019年區議會選舉，爭取連任的梁明堅與初次參選的方浩軒及獨立人士周葉銘角逐，結果方浩軒取得六成選票勝選。方認為本區近年越來越多新建私人屋苑，他自己也是當區私人屋苑的居民，亦有不少區內村屋放租，以至本區人口結構出現變化，原居民不再是絕大多數，削減鄉事派的優勢。2021年7月，因應政府計劃追討協助民主派初選區議員的酬金津貼傳聞所帶動的區議員辭職潮中，方浩軒辭任區議員。

## 歷屆議員
| 屆別                  | 議員   | 政治聯繫 | 政治聯繫         |
| --------------------- | ------ | -------- | ---------------- |
| 2016年－2019年        | 梁明堅 |          | 城鄉居民共和協會 |
| 2020年－2021年7月9日  | 方浩軒 |          | 動元十八         |
| 2021年7月10日－2023年 | 懸空   | 懸空     | 懸空             |

## 歷屆選舉結果
| 政党   | 政党             | 候选人    | 票数  | %     | ±      |
| ------ | ---------------- | --------- | ----- | ----- | ------ |
|        | 動元十八         | ①. 方浩軒 | 4,013 | 60.57 | 不適用 |
|        | 獨立             | ②. 周葉銘 | 139   | 2.10  | 不適用 |
|        | 城鄉居民共和協會 | ③. 梁明堅 | 2,473 | 37.33 | 不適用 |
| 多数票 | 多数票           | 多数票    | 1,540 | 23.25 | 不適用 |

| 政党   | 政党             | 候选人 | 票数     | %   | ±      |
| ------ | ---------------- | ------ | -------- | --- | ------ |
|        | 城鄉居民共和協會 | 梁明堅 | 自動當選 | N/A | 新選區 |
| 多数票 | 多数票           | 多数票 | N/A      | N/A | 新選區 |

## 資料來源
1. ↑   (PDF). 香港特區政府憲報.   [2019-12-05]. （原始内容 (PDF)存档于2019-12-05）.
2. ↑   (PDF). 香港特區政府憲報.   [2019-12-05]. （原始内容 (PDF)存档于2020-08-20）.
3. ↑  . 香港特區政府憲報.   [2019-12-05]. （原始内容存档于2019-12-05）.
4. ↑  . 明報. 2019-11-14  [2019-12-05]. （原始内容存档于2019-11-14）. 参数|newspaper=与模板{{cite web}}不匹配（建议改用{{cite news}}或|website=） (帮助)
5. ↑  . 眾新聞. 2019-11-27  [2020-01-10]. （原始内容存档于2020-06-05） （中文）.